# Comisión de Boxeo Profesional del Medio Oriente
Comisión de Boxeo Profesional del Medio Oriente (inglés- Middle East Professional Boxing Comission) es el organismo rector del boxeo profesional en los países del Medio Oriente. Esta organización sanciona combates por títulos en naciones como Emiratos Árabes Unidos, Arabia Saudita, Kuwait y Catar.

## Historia
La Comisión de Boxeo Profesional del Medio Oriente (MEPB) fue fundada en 2016 en Dubái, Emiratos Árabes Unidos, y actúa como el organismo autorizado para supervisar las actividades del boxeo profesional en la región. MEPB se dedica a regular y promover el boxeo profesional, garantizando la integridad y seguridad de los participantes. El presidente de la comisión es Jose Mohan.

## Premios
- Comisión de Boxeo Profesional del Año (2022) - otorgado por el Consejo Mundial de Boxeo Consejo Mundial de Boxeo CMB[7]

## Eventos notables
MEPB fue la primera organización en la región en sancionar eventos profesionales de boxeo con el aval de los principales organismos mundiales como el CMB, la AMB, la FIB y la OMB. La comisión opera principalmente en Dubái, Abu Dabi, Arabia Saudita (especialmente en la Riyadh Season), Omán y en la región MENA en general.

### Oleksandr Usyk vs Anthony Joshua II
Rage on the Red Sea
- 2022 – Jeddah Superdome, Yeda, Arabia Saudita[9]

### Jamel Herring vs Carl Frampton
- Título mundial de la OMB
- 2021 – Caesars Palace, Dubái, Emiratos Árabes Unidos

### Bivol vs Gilberto Ramírez
- Campeonato mundial semipesado de la AMB
- 2022 – Etihad Arena, Abu Dabi, EAU

### Tyson Fury vs. Oleksandr Usyk
- Campeonato mundial unificado de peso pesado (CMB, AMB (Super), FIB, OMB, IBO, y The Ring)[10][11]
- 2023 – Kingdom Arena, Riad, Arabia Saudita